# Rosa Maria Esbert i Alemany
Rosa Maria Esbert i Alemany (Terrassola i Lavit, Alt Penedès, 21 de novembre de 1941 - Múrcia, 16 de desembre de 2011) va ser una geòloga catalana. Catedràtica de Petrologia i Geoquímica per la Universitat d’Oviedo, la seva recerca se centrà en la caracterització i interpretació petrofísica de les roques, alteració, durabilitat i conservació de materials per a l'edificació. Va ser una pionera i un referent internacional en l'estudi i la recerca de solucions de les alteracions de la pedra dels monuments històrics –popularment anomenades «mal de la pedra»– com a pas previ i imprescindible de la seva restauració, i del seguiment científico-tècnic de les intervencions de conservació.

## Biografia i formació
Era filla de Pere Esbert i de Dolors Alemany, tot dos de Lavit. Després de passar la infantesa al poble, va cursar la carrera de Geologia a la Universitat de Barcelona. S'hi doctorà en Ciències l’any 1971.

## Activitat professional
Com a llicenciada en Geologia, fou professora ajudant de la Universitat de Barcelona des de l'any 1965. El 1972, juntament amb el seu marit Modest Montoto, es va incorporar a la Facultat de Geologia - Campus de Llamaquique, de la Universitat d'Oviedo, on desenvoluparia la seva ingent tasca docent i investigadora.
A Oviedo va ser professora adjunta i titular des de 1972 i, a partir de 1994, catedràtica de Petrologia i Geoquímica. Va impartir classe a la majoria dels professors que conformaren els successius equips docents i constituïren la següent generació de geòlegs d'aquella universitat. A començament dels anys 80 va formar un equip de professors, petròlegs i estudiants doctorands anomenat Grup de caracterització petrofísica, durabilitat i conservació de materials petris –col·loquialment, Grup d’Alteració- que ha estat treballant durant dècades en diferents projectes de recerca i formació d’investigadors.
Després d’un primer projecte, Deterioro de monumentos históricos asturianos (1980), en vingueren d'altres: Conservación de rocas ornamentales (1984), Interacción piedra-ambiente (1991), Protección de rocas monumentales (1995), Limpieza láser sobre la piedra monumental (1999) i Durabilidad de rocas ornamentales (2004). I així, l'equip que dirigia va tirar endavant un gran nombre de projectes i estudis rigorosos, amb més de cinquanta contractes d'investigació i assessorament, finançats per organismes públics i privats, que van donar lloc a més de dues-centes publicacions en revistes científiques i comunicacions en congressos.
Entre aquests projectes, hi hagué la restauració d'un gran nombre de monuments històrics: les catedrals de Burgos, Oviedo, Múrcia i Lleó, la de Mallorca, Girona, Almeria, Sevilla i Toledo, la Seu Vella de Lleida, els Monestirs de Ripoll i El Escorial; el Monestir de San Pelayo i l'església de Sant Isidor, a la ciutat d'Oviedo; els claustres de Santillana del Mar, a Cantàbria, Santo Domingo de Silos, a Burgos, Sant Joan de la Penya, a Osca, diverses esglésies del preromànic asturià, els edificis de la Pedrera, el Gran Teatre del Liceu, el Palau de la Música, a Barcelona... L'últim gran encàrrec de Rosa Esbert van ser els estudis preliminars per a la rehabilitació de la Biblioteca Nacional i el Museu Arqueològic de Madrid. Així, doncs, estudià una bona part de l'edificació en pedra del patrimoni arquitectònic espanyol.
Per al desenvolupament de la seva tasca, Esbert mantenia contacte de col·laboració amb l'Istituto Superiore per la Conservazione ed il Restauro de Roma –i en concret amb Marisa Laurenzi Tabasso–, i amb l'Institut del Patrimoni Cultural d’Espanya (IPCE). Era membre de diferents comitès científics i instituts de recerca europeus: des de 1977 va formar part del Grup de Treball «Traitement des pierres des monuments», de l’International Council on Monuments and Sites (Icomos) de París; també fou membre del comitè organitzador del VII Congrés Internacional de Rehabilitació del Patrimoni Arquitectònic i Edificació (CICOP) i del X Congrés Internacional sobre el Deteriorament i Conservació de la Pedra (Estocolm). Ha estat experta del Consell d'Europa en conservació del patrimoni arquitectònic, coordinadora de les Jornades organitzades per l'IPCE sobre Criteris d'intervenció en materials petris (Madrid, 2002), i de les Jornades organitzades per l'IPCE i l'INAH sobre Criteris d'intervenció en materials petris (Mèxic, 2004). Formava part del comitè de redacció de diferents revistes especialitzades: Materiales de Construcción, Boletín Geológico y Minero de España, Loggia, Menhir i ReCoPaR.

## Reconeixements
En reconeixement dels seus mèrits va ser la primera sòcia d'honor del GEIIC –Grup Espanyol de l'International Institute for Conservation–, i premi CICOP a la trajectòria humana i professional en la Conservació i Restauració del Patrimoni Cultural.
El maig de 2013, poc després de la seva mort, en un acte al saló de recepcions de l’Ajuntament d’Oviedo se li feu homenatge i es donà el seu nom a un carrer de la ciutat. La Jornada sobre Conservació del Patrimoni celebrada a Oviedo els mateixos dies fou també en memòria de Rosa Maria Esbert.